# Ekospol
Ekospol a.s. je český rezidenční developer.
Zakladatelem, generálním ředitelem a předsedou představenstva společnosti je Evžen Korec.

## Historie společnosti
Společnost Ekospol se rozvíjela postupně od zasíťování stavebních parcel, přes stavbu rodinných domů a luxusních vil až po výstavbu rozsáhlých rezidenčních areálů s několika stovkami bytů. Původně byla přitom založena jako malá stavební firma, až postupem let se vypracovala přes roli generálního dodavatele až k nynější investorské a developerské činnosti.

## Ocenění
Ekospol v letech 2009-2010 dosáhl na nejvyšší ratingové ocenění ČEKIA Stability Award, které každoročně vyhlašuje Česká kapitálová informační agentura (ČEKIA) ve spolupráci se sdružením Czech Top 100. V roce 2011 byl také Ekospol zařazen mezi 50 největších rezidenčních developerů ve střední a východní Evropě magazínem Construction & Investment Journal sídlícím v Praze. Jedinou podmínkou pro určení konečného pořadí developerů byl celkový počet vyhotovených bytů v letech let 2000 až 2010.
Bytový areál Nové Měcholupy společnosti Ekospol byl v září 2009 oceněn cenou Státního fondu rozvoje bydlení při vyhlášení výsledků soutěže Stavba roku 2009. V srpnu 2010 získal rezidenční projekt Rezidence Dalejské výhledy v soutěži Porotherm dům 2010 Zvláštní cenu generálního ředitele vyhlašovatele soutěže, společnosti Wienerberger cihlářský průmysl, a.s. A bytový areál Viladomy Uhříněves pro změnu uspěl v letech 2012 a 2013 v soutěžích Porotherm dům Brick Award 2011/2012 a Fasáda roku 2013.

## Sponzorská činnost
Společnost Ekospol je od roku 2015 generálním sponzorem Zoologické zahrady Tábor. Ta se specializuje na chov živočichů ohrožených vyhubením u nás i ve světě. Ekospol podporuje také obecně prospěšnou společnost Česká krajina, jejímž hlavním cílem je ochrana biologické rozmanitosti (biodiverzity) a zmírňování dopadů klimatických změn na přírodu i člověka. Ekospol podporuje jeden z hlavních projektů této společnosti, který je zaměřený na návrat zubra evropského do volné přírody. Ekospol rovněž podporuje občanské sdružení Společnost pro zvířata, které se snaží přispět k ochraně zvířat před důsledky lidských činů prostřednictvím pomoci zvířatům v nouzi a preventivnímu zabránění jejich strádání. Snaží se přispět k vedení lidské společnosti směrem k lepšímu vztahu a citlivějšímu přístupu ke zvířatům.

## Kontroverze
V roce 2016 Ekospol zažaloval Kverulant.org, který zveřejnil článek o údajném korupčním jednání Ekospolu na radnici Prahy 15, spočívající v tom, že s městskou částí byla uzavřena veřejně přístupná smlouva o poskytnutí finančního daru pro výstavbu infrastruktury. Společnosti Kverulant.org o.p.s. bylo soudem nařízeno omluvit se Ekospolu za újmu spočívající v rozmělnění a neoprávněném zneužití ochranných známek a tři další body žaloby byly zamítnuty, z toho dva proto, že v době rozhodnutí soudu již k zneužívání ochranné známky Ekospolu nedocházelo.
Společnost neprodloužila v roce 2017 rezervace nemovitosti jištěné částkou 5 000 Kč po delší době a navýšení ceny bytů pro jejich novou rezervaci.
V roce 2018 byla zahájena petice proti výstavbě Ekospolu v lokalite Horní Počernice. Dle názoru petentů, absenci občanské vybavenosti, nedostatku zeleně a celkové předimenzovanosti projektu výstavby Ekospolu, která nerespektuje urbanistickou koncepcí širšího území, zejména hmotové členění a výškovou hladinou okolní zástavby. Projekt dle názoru petentů rovněž neřešil návaznost potřebné dopravní infrastruktury, vybudování chodníků a výsadbu alejí podél komunikací v projektu.